# ガンドライバー
『ガンドライバー』 は、原作：ビトウゴウ、作画：せたのりやすによる日本の漫画作品、およびたかしげ宙による小説。

## 概要
アメリカ西部開拓時代をモチーフとしたロボットアクション作品。地球上に実在の人名や地名が登場するが、地球ではない別の惑星が舞台である。
この世界では発掘品をレストアした「ガンドライバー」と呼ばれる人型兵器が闊歩しており、舞台となる「新大陸」を南北に二分する戦争の中で、列強国家の思惑、被差別種族と奴隷制度、自由や平和、平等、戦争、国家などのテーマを扱った物語が展開される。そして物語が進むにつれて作中の諸問題の原因となった世界の真実が明らかにされ、当初は状況に流されて家族を救うために戦っていた主人公ディックは、確固たる意思をもって強大な敵へと立ち向かっていく。
メディアワークス社の『月刊電撃コミックガオ!』1994年9月号、10月号に作画：ビトウゴウによる読み切りが掲載されるのと同時に『月刊コミック電撃大王』で連載された。その後、電撃文庫で小説版も刊行された。読み切り版、連載版、小説版は世界観を共有するものだが舞台となる時代が異なっており、時系列順に並べると読み切り版、小説版、連載版という流れになっている。
また制作チームによる設定資料や制作裏話を掲載した同人誌『ガンドライバーマニアクス』『ガンドライバーメガミックス』『ガンドライバーリミックス』が頒布された。

## あらすじ
銃の腕で身を立てることを目標に父、妹・アンナと平穏に暮らしていたブラニアンの少年・ディック。貯めた砂金を持って自身のガンドライバーを購入するために町へ行くが、ブラニアンであるために売ってもらえなかった。失意を抱えて帰路についたディックは、自宅がガンドライバーを駆る「ワイルドバンチ」一味に襲撃されているのを見る。人質となったアンナを助けるため応戦するが重傷を負い、左腕はガンドライバーによって踏み潰された。重症ではあったが、父による応急処置と父の左腕を移植したことにより一命を取り留め、移動娼館「ジュエルパレス」のダイヤに託される。
その後、ディックは父から紅の神像を託され、連れ去られた妹を探すためジュエルパレス一行と行動を共にする。仇であるサンダンスキッド、ジョン・サッター、ブッチ・キャシディーの3人を倒すも、サッターの部下に紅の神像を奪われたことから自身の力不足を痛感しジュエルパレスを離れ、ブボワ、コジャントと行動をともにすることとなる。賞金稼ぎの真似事などを経て多くの死線を乗り越え男として成長、かつての父の愛機だったガンドライバーを入手するも、ブッチ・キャシディーとの再戦でコジャントを失ってしまう。
ジュエルパレスと再合流したディックはリンカーン大統領と謁見、バッファローソルジャー部隊の指揮権を与えられ、「将軍・ジェロニモII世」を名乗る。天才的戦術によってリッチモンド要塞などの拠点を攻略して硬直状態の戦況を打破、戦争を終結に向かわせる。被差別人種であり、さまざまな敵、ジュエルパレスの関係者やブラニアンたちと関わったことにより、ディックは世界の矛盾を理解していき、「人民の人民による人民のための世界の実現」を掲げるようになっていく。一方、南北戦争の長期化は大国らの介入を招き、各国が合衆国へと侵攻を始める。ナポレオンIII世率いる帝国の皇太子ザバハはその状況を憂う中、奴隷として連れてこられたアンナとの交流を重ねる。
やがて戦乱と差別を裏で操る「大結社」の存在に気づいたディックは、父の機体と紅の神像を組み合わせた愛機を駆って最終決戦に挑む。大結社はアンナを人質にとり、白の神像が持つ重力制御機能で地上の人々を虐殺しようとする。神像の機能をフルパワーに引き出してそれを阻止したディックは、地球全土に対して自分の理想を呼びかけ、大結社より救助したブラニアン諸国の長たちと「ブラニアン連合」を結成。結社の野望を打ち砕き、ディックは妹を取り戻して勝利する。そして戦いの後、リンカーン大統領は高らかに奴隷解放と、全ての人間の平等を宣言する。そしてリンカーン大統領の要請を受け、戦いから生還したディックは副大統領に任命される。
そして数年後、赤子を抱いたザバハとアンナが見上げるラシュモア山の大統領彫刻に、5人目として刻まれたディックの顔があった。

## 登場キャラクター
ディック・ストーン・ゴクレイエ
本作品の主人公。父と妹と共にソルトレイク近くで暮らす、ブラニアンの好青年であった。
本編開始時点では良く言えば純朴、悪く言えば世間知らずで、ブラニアンはガンドライバーを購入できない事も知らずに金を貯めたり、自分が指名手配犯になっているとも知らずに保安官事務所を訪れたり、ワッシュとブラニアンの間の確執を表面上でしか知らず対峙した敵の感情を逆撫でしてしまうなどの迂闊な面が目立った。しかし父の死、ジュエルパレスの女性たちとの出会い、単独で砂漠を踏破する試練、ワイルドバンチらとの戦い、コジャント・ブボワらとの三人旅を経て、多くの事柄を学び、名実共にジェロニモII世の名に相応しい「男」へと成長を遂げる。
もともとブラニアンとしての恵まれた体力に加え、砂金探しの過程で意図せずに身体を鍛え抜いた事もあって、ガンドライバー乗りとして非凡な才能を秘めている。また幼少期より納屋に放置されていたガンドライバーの残骸を分解、整備、レストアを試みていた事もあってハード面についての知識は豊富。加えてウィドー・メーカー引き上げの潜水と高地での鍛錬の繰り返しにより、驚異的な心肺能力を獲得した。最初はダイヤやルビーの補助無しには満足に操縦もできなかったが、その段階ですら専用装備も無しに砂漠を一人で生き延びた事でレッドクラウドを驚かせ、やがて数々の戦いを経て西部も名の知れたガンドライバー乗りへと成長する。
その一方ガンドライバーに搭乗しなかった経験から、生身でガンドライバーに対処する戦術眼も獲得しており、バッファローソルジャー隊を率いる将軍・ジェロニモII世として数々の作戦を成功に導いていった。
当初の乗機は手足を外された紅の神像だったが、これをワイルドバンチに奪われて以降は長らく機体無しの状態が続いた。やがてコジャントの協力を得て父の機体ウィドー・メーカーを手に入れて以降はこれを愛機とし、紅の神像のパーツを組み込むなどしながら最終決戦まで戦い抜いた。
アンナ・ストーン・ゴクレイエ
ディックの妹。父と兄と平穏に暮らしていたが、ガンドライバーに乗った一団「ワイルド・バンチ」に家を襲撃され連れ去られてしまう。
ジルコニアによってナポレオンIII世帝国へ送られてしまうが、皇太子であるザバハに気に入られ専属の召使いにされる。その後はザバハの家庭教師の授業を共に受けており、7ヶ国語を完璧にマスターし、語学・音楽・生物学の家庭教師から非常に高い評価を得るなど豊かな才能を開花させる。
ナポレオンIII世帝国の合衆国侵攻の際にザバハの手引によって旗艦に密航。大結社側の人質とされてしまうが、逆にそれがアンナが神像の機能の操作方法を知ることになった。
南北戦争終結の数年後、ザバハとの間に一児を儲ける。
バード・ストーン・ゴクレイエ
ディックの父。「不死なる者（ジェロニモ）」「英雄」などの呼び名を持つ、独立戦争においてブラニアンを率いて戦った伝説の勇者。過去の事情により隻腕となっている。
子供たちと平穏に暮らしていたが、神象を狙う一団に家を襲撃される。
襲撃者に手足と装甲だけをつけた偽物の紅の神像を引き渡し、瀕死の状態だったディックを治療。ディックの失った左腕を治すために自身の左腕を移植する。
神像が偽物と気づいて再度襲撃してきたサンダンスキッドに人質にされるも、ディックに紅の神像を託して死亡する。
読み切り版では主人公。賞金稼ぎの「不死鳥」「ファイヤー・バード」として登場する。作画担当が違うためか単純に年齢によるものか連載版とは大きく外見が異なり、巨漢に描かれた連載版とは違って痩身の若者である。
ブラニアンとワッシュの混血の間に千人に一人の確率で生まれる不死者「サウザンド・オブ・ワン」であり、その体質のため幼少時は周囲から虐待されて育ってきた。しかしそこをダン・ウェッソンによって救われ、彼に弟子入り、ガンドラ制作の技法をすべて受け継いだ。しかしジェイムズ＝ヤンガー・ギャングによってダン・ウェッソンが殺害され数々の機体が奪われた為、ダン・ウェッソンの遺言を受けて、ヤンガー兄弟に奪われた部品と機体を破壊して回る旅に出た。バード曰く、これは復讐ではなく「じいさんの誇りの問題」。
生身の銃撃戦では自身の不死身の肉体を活かし、相手の銃撃を平然と受けて反撃する手法を用いる。ガンドライバーでの戦闘では、相手が大多数という事もあり、小麦粉を用いた粉塵爆発や、逆に粉塵爆発を起こすと見せかけて煙幕をはってガトリング砲を発射するなどの奇策を用いる事が多い。
ダン・ウェッソンの影響から「男」というものについてのこだわりがあり、自分はまだ誰かを守れるような一人前の男ではないと考えている。アンナ（ディックの母）を邪険に扱うのもそのためで、一方「女は良いぞ」という教えに従って移動娼館ジュエルパレスの馴染客でもある。本編冒頭でディックをジュエルパレスに預ける事ができたのも、過去の関係でジュエルパレスの現在位置を把握できていたためと思われる。
ディックの母
故人。ソルトレイクに墓標があったが、それは実際の墓ではなく、神像の封印だった。
移植用のパーツとして大結社に捕らえられており、左腕をブッチに、脳は大結社の幹部に移植されている。
ブラック・エルクを名乗っていた当時のエメラルドに「女性として負けた」と感じさせる女性。ただし、息子達をくらべてブラック・エルクが「勝った」と思ったことを察したためにジェロニモを部屋に押し込んで3時間子作りしている（そして生まれたのがアンナ）。
ディックが幼いころに「人をいじめることの虚しさ」などを説いており、ディックの考えに影響を与えている。
読み切り版ではヒロインとして登場。本名はアンナ・ストーン。１３歳。
３年前に家族を皆殺しにされたブラニアンの少女で、移動娼館ジュエルパレスの新人娼婦となった。「口切り」の相手としてバードが選ばれたが、これはバードの性格を知るサファイヤの策略で、バードによって娼婦の身分から解放された。身請け金は２万５千ドル。この時にバードに一目惚れし、買い戻した人生を彼のために使うことを決意してその旅に同行する。
バードに積極的に迫って「恩返し」をしようとするが、逆に「石ッコロ」と呼ばれ相手にされていない。そのため彼からアンナと名前で呼ばれると大はしゃぎする一面もあった。
その後大結社によって拉致された事を鑑みると、彼女もまた不死の一族であったようだ。

### 移動娼館ジュエルパレスのメンバー
ダイヤ
本名 バチュラー・ピンカートン 推定24歳 身長174cm B92 W58 H84
ジュエルパレスの実質的オーナーにして、大統領とも交友を持つ高級娼婦。関西弁のような口調。
ジュエルパレスは彼女の「趣味と実益」を兼ねた情報収集の場であり、客の中には彼女の持つ情報目当てで来店する者もいるほど。
「金融街の台風の目」と噂されるやり手のディーラーでもあり、株や先物取引で莫大な利益を上げている。
あまり男受けしないのか恋人ができないことが悩みであり、その欝憤を商取引にぶつけている。
トパーズ
本名 バネッサ・デル・リオ 14歳 身長176cm B83 W56 H86
ジプシーであったが仲間を強盗に皆殺しにされ孤児となる。食い逃げをして15人がかりで捕縛され、コックをしていた保安官に保護される。
彼女を保護した保安官は夜に強盗に襲撃され、彼女の目の前で射殺されており、そのトラウマから暗闇で眠ることができない。
かなりの料理の腕を持ち、潜入作戦では中華料理店を営んでいた。彼女がジュエルパレスの厨房を担っているため、彼女がヒステリーを起こすとジュエルパレス内の栄養状態が一気に悪化する。
ジュエルパレスの自室にはドレス・帽子といった装飾品の他にサンドバッグやダンベルなども置かれており、サンドバッグは客に触られた時の憂さ晴らしなどに使っている。
南北戦争終結後は「ディックのかわいいお嫁さん」を目指すが挫折、興行師となりWWWショーの女性早撃ちガンマンとして全国巡業し、銀幕デビューする。
数年後にディックとの間に一児をもうけたが、同時期にルビーもディックの子を妊娠したため、互いに火花を散らしている状況。生まれた子はコミックス最終巻あとがきでルビーの子と一緒に姿が描かれている。
ルビー
本名 フランチェスカ・B・ロジャー 19歳 身長148cm B86 W53 H88
工学と物理学の博士号を持つ。
托鉢修道会の教会の図書館に熊のヌイグルミと一緒に捨てられ、修道会の孤児院で育つ。自身の捨てられていた状況をシスターに聞き、両親の思い出に近づきたいために図書館の本を読み漁っていた。大学学長の養父に引き取られ、大学へ進学、飛び級で博士号を取得する。「熱幅射理論」「光量子仮説」など画期的な考えを思いつくが、天才の存在を疎んじた大学関係者によりこれらの理論は公式発表されないままである。頭脳に目をつけられ、養父と共に北軍への「特殊なガンドライバーの研究」への協力を要請されるが、軍事産業への協力を悩んだ末に養父は自殺、彼女自身は逃亡してお尋ね者となっている。
捨てられていたに際に持たされていた熊のヌイグルミを現在も持っている。
ジュエルパレスの自室はドレスよりも書籍と機械部品などが溢れており、かなり散らかっている。
エンジニアとしての腕前は超一流であり、紅の神像の構造を理解し、取り外されていた紅の神像の両腕を完全に機能する状態に取り付けている。
ジュエルパレスII世号を設計するがジュエルパレス側の運営人数を考慮していなかったために人員不足となり、その責任をとらされて整備作業のときは整備庫に鎖で繋がれた状態で作業させられている。
南北戦争終結後は大学院へ復学、ノーベル賞の候補になるも「人格に問題アリ」と判断され落選。数年後にディックとの間に一児をもうけたが、同時期にトパーズもディックの子を妊娠したため、互いに火花を散らしている状況。生まれた子はコミックス最終巻あとがきでトパーズの子と一緒に姿が描かれている。
パール
本名 マリア・ルイーゼ 16歳 身長163cm B78 W53 H81
鷹の王家出身の母を持ち、アウトローの父親（ドク・ホリディー）に育てられた。ピアノ、読唇術、射撃など多彩な才能を持つ。
肌の色の違いはあるがアンナとよく似ており、ディックは彼女にアンナの面影を見た（パールの母もアンナを見てパールを思い出していた）。
父親に似たのか酒癖がかなり悪く、酔うとかなりガラが悪くなり、エメラルドを酒瓶で殴り倒してディックを寝室へ引きずり込んでいる。このことから登場時点では処女であるが、ディックを襲った後は処女であるか不明。
本当の父親はナポレオンIII世であり、自分の実の父親が合衆国を滅ぼそうとしている人物であることに苦悩している。
南北戦争終結後はジュエルパレスを退艦しドク・ホリディーの看護をしていたが、ナイチンゲールの話を聞き一念発起。看護婦として戦場を渡ることになる。
エメラルド
ティートン・ラコダ族出身。男と間違えそうなほど筋骨隆々とした女性であり、時に150kg以上の負荷がかかるジュエルパレス号の方向舵を片手で平然と操っている。
かつては漆黒のへら鹿（ブラック・エルク）と呼ばれ、守護象ブラック・エルクの巫女であった（ブラック・エルクを名乗っていた当時は普通の女性の体形である）。
夫と死別した後にティートン・ラコダ族へ身を寄せていた（彼女はオガタラブラニアン最後の生き残り）。サッターによってティートン・ラコダ族に疫病が蔓延し、疫病を発症していない彼女がジェロニモへ助けを求める役目を任されることになる。（彼女が疫病を発症しなかったのは、幼少期にワッシュに両親を目の前で殺され、夫もワッシュの攻撃で失っており、ワッシュであるサッターを警戒して感染源に近づかなかったため。ただし、息子が感染していたために後に発症。ジェロニモの血を輸血することで回復している。）
ジェロニモと合流しサッター砦に潜入、ブラニアン奴隷の一部の解放と守護象レッドクラウドの奪還に成功する。
ただし、ティートン・ラコダ族の解放には失敗したため1ヶ月後砦を襲撃することになるが、ジェロニモの「オレが戻るまで待て」という指示を無視して単身で砦を襲撃するもティートン・ラコダ族を人質にとられて投降、ジェロニモの到着によって助けられている。このときに守護象ブラック・エルクはサッターが運び出してしまい行方不明となる。
ジェロニモと行動を共にしていたため、幼少期のディックと面識がある（ディックは子供だったため覚えていない）。
南北戦争終結後に奇跡的に生きていたシュガー・レイと再婚。11人の子を儲ける。
コジャント・カースティン
本名 エリザベス・カースティン・タイラー 23歳 身長180cm B108 W53 H87
ラスベガスのフラミンゴという店のストリッパー。「ぞね」「ぜよ」「まっこと」という土佐訛りのようなしゃべり方をしている。名前の「こじゃんと」も土佐弁に由来し、「とても」「徹底的に」の意味である。ダイナマイトによる爆破を得意とし、「セクシーダイナマイト」と名乗る。
マフィアとのパイプを持ち、ディックを地下闘技場へ参加させる。地下闘技場以後の1年間ディックと行動を共にし賞金首退治を意図的に演出。ディックを男として成長させる。
ディックと会ってすぐにストリップを見せ、ディックと行動を共にするようになってからは暇があればディックと情事にふけようとするためディックが女性慣れする要因となっている。
彼女もジュエルパレスのメンバーであり、フラミンゴに居たのはマフィアの動向を探るためであった。
ブッチの戦いでピンチになったディックとブボウを助けるために身を投げ出し死んでゆく。
元大統領の娘で、父は第10代アメリカ合衆国大統領ジョン・タイラー・ジュニア。選挙資金確保に奔走した末、南部連邦の下院議員に当選するも急逝し、母親も後追い自殺した。そのため選挙資金が借金として残り、返済のため妹とともに女郎屋に売られそうになったため逃げ出すが、妹は彼女の目の前で殺された。
妹を守れなかったことを悔やんでおり、ブボワに妹の面影を重ねていた。
原型となったのは読者投稿企画「８番目のドアの少女」に投稿されたキャラクター。ただし投降時には名前が設定されておらず、ビジュアルも大きく変更されている。投稿時の設定では幼少期に身売りさせられたが、持ち前の性格で馴染んで過ごすうちに恋人と出会って駆け落ち、しかし三日で捨てられてしまい、以後５年間放浪していたとある。ただし、これらの設定がどの程度本編に反映されているかは不明。
ブボワ
本名 不明 年齢不明 身長約87cm
レクタホの街でディックと出会い、行動を共にするようになった少女。実際は出会ったのは偶然ではなく、ジュエルパレスからの要請によりディックを探していたため。
目の前で父親を殺されたショックで言葉を喋れなくなっているため、リアクションと表情で感情を表現している。
コジャントから芸で生きていけるように楽器を教えられたのでコジャントを師匠と敬愛している。
コジャントが死亡したショックによりしゃべれるようになり、ディックに活を入れた。
何故か多数の人種の言語を理解できるようで、レッドブラニアン各部族の通訳や日出る皇国語の通訳として活躍している。
原型となったのは読者投稿企画「８番目のドアの少女」に投稿されたキャラクター。外見と名前はほぼそのままで、年齢は7歳。髪留めのリボンは父に購入してもらった唯一のものだという。投稿時の設定では４歳の頃に父が母の浮気相手を殺害して賞金首となり、逃亡生活の末、目の前で賞金稼ぎに父親を殺され首を切り落とされてしまったとある。ただし、これらの設定がどの程度本編に反映されているかは不明。
ローズ
本名 不明
ジュエルパレスII世号のメカニック副主任。ただし、ジュエルパレスII世号の正規のメカニックは彼女とルビーの2人だけであり、2人で飛行船の整備・ガンドライバーの整備と弾薬補給・航空機の整備などの作業を全てこなさなければならない（他のメンバーも手伝ってはいるが、指示なしでは作業ができない）。
ルビーとは正反対の技術屋であり、機械の修理・保守点検を得意分野としている。父親が著名なガンドライバー製作者だったためガンドライバーのメンテナンス技術はルビーが舌を巻くほど。
「はんかくさい」「だべ」といった北海道弁のような口調。
アニー・スターレット
本名 不明
ジュエルパレスII世号の第一甲板を仕切る第一航空隊長。鷲の王家空軍で空の神様と呼ばれたエースパイロットを父に持ち、父直伝の操縦技術をもつ。
生まれつき右足に障害があり膝下は義足。赤ん坊のときに「悪い遺伝子は後世に悪影響を及ぼす」と医師に殺されそうになったことがある。
航空機を扱える人材は少ないため、ダイヤが秘密の外交ルートを通じて直接スカウトしてきた人材。
チロル・マカデミアン
本名 不明
両親はカルカッタの低カーストの地域の出身だったが、その地域は獅子の王家の植民地であったため強制移住政策により本国へ移住。その結果、彼女はロンドンで生まれ、獅子の王国の国籍を得ている。
アニーと同様にダイヤが秘密の外交ルートを通じて直接スカウトしてきた人材。
ウーピー
本名：ハリエット・タブマン
メリーランド州の生まれの元逃亡奴隷。
ブルーブラニアン解放運動で活躍し、数多くの奴隷たちを奴隷制のない北部へ逃がしていた。
リンカーンの指示で奴隷解放運動に手を貸しているジュエルパレスの一員となる。バッファローソルジャー部隊を行動を共にするうち、レズリーと恋仲になった。
サファイヤ
本名：不明
読み切り版に登場した移動娼館ジュエルパレスの娼婦。外見はダイヤに似ているが、黒髪で、胸元に銃撃を受けた傷痕がのこっている。
バードの馴染みの娼婦で、「金」に目がなく、多額の「金」と引き換えに彼に賞金首の情報を教えている。またアンナ（ディックの母）の相手として、絶対に手を出さないであろうバードをあてがって身請け金をせしめるなど、したたかな女性。
アンナには「お姉さん」として慕われており、女性として、娼婦として様々なことを教え込んだ。また「どんな場所に行っても包丁とハサミと針と糸が使えれば生きていける」と、祖母からの言葉をアンナに託した。

### ワイルドバンチ
ディックの家を襲撃し、神像を奪い、アンナを連れ去った一団。仇の7人と呼ばれることもある。
全員が最上級のオーダーメイドガンドライバーに乗っていた。
サンダンスキッド
ワイルド・バンチがディックの父から奪った神像が手足と装甲のみ本物のダミーであったため、本物の神像を入手しようと再度ディックを襲撃する。
ディックの父から紅の神像のボディの在処を聞き出すが、神像の起動による塩湖の蒸発に巻き込まれて蒸発する。
サンダンスキッドは本名ではなく、サンダンス刑務所に服役していたことからつけられたあだ名。
ジョン・サッター
詐欺と泥棒を重ねたために自国にいられなくなるが、南洋のカメハメハ大王をだまして大量の人々を大陸へ連れてきて奴隷商人へ売り、その資金をもとに戦争のどさくさにまぎれてアルバラド提督から5万エーカーの土地（カリフォルニア）を手に入れる。
そのためカリフォルニアは独立国に近い状態でありワッシュですら容易に立ち入ることができず、サッターはブラニアン奴隷を使役して金を密採掘している。
ブラニアン奴隷の強制収容所は「サッター砦」と呼ばれ、サッター率いる傭兵の精鋭部隊が駐留している。
ブラニアンの少女を椅子にして休憩して気に入らないことがあると靴の拍車でけり上げたり、ディックの乗った神像の動きを止めるためにブラニアンの少女たちの手足を縛って作った網を神像に投げつけガトリング砲で撃つという残忍行為を平然と行う人物である。
紅の神像のプラズマ砲によってガンドライバーもろとも破壊されている。
過去にティートン・ラコダ族に対して疫病患者の来ていた服を贈り、疫病を蔓延させ全員を奴隷として使役し、ワクチンの代償として守護象レッドクラウドを奪うがジェロニモにより奪還される。その後、ブラニアン奴隷解放のために襲撃してきた守護像ブラック・エルクを鹵獲している。
ブッチ・キャシディー
ブラニアンとワッシュのハーフ。
南部では主人が奴隷の妻や娘に手をつけることが当たり前だったのでハーフブラニアンは珍しくはないが、ブッチはブラニアン側ではなくワッシュ側で育てられた稀な例。
代議士の妻である母親のブラニアン奴隷との不貞によって誕生するが、生まれた直後に母に絞め殺されゴミ溜めに捨てられるも、ブラニアンの生命力により蘇生する（父親に当たるブラニアンは口封じのため、事故を装い浅い川で溺死させられている）。代議士は妻と同じ金髪のブラニアンの赤ん坊を発見し妻の不貞を知るも、子供を自身の子として育てたが、ブッチの母親は「私はブラニアンに犯されてお前を産んだ」と錆びたフォークでブッチを刺す虐待を繰り返しており、虐待を受け続けたブッチは母よりもブラニアンを憎むようになる。
成人後は奴隷監督となり奴隷に厳しく接するが、反乱した奴隷により家を焼かれ自身も大火傷を負うが生き延び、ブラニアンへの憎しみをさらに増すことになる。
17年間に27人の妻と1500人の部下と死別したことから他人にも愛するものを失う苦しみを味わわせることを好み、ディックを襲撃した際はブラニアンの子供に爆弾をくくりつけて投げ、子供の親には子供を人質にディックを襲わせ、ブラニアン同士の殺し合いを楽しんでいた。
神像のプラズマ砲を受けて死亡したかにみえたが、不死なる者の腕を移植されていた影響で死ぬことができず全身が焼けただれた状態で生きのこり、仲間に回収されている。
後に守護像ブラック・エルク（改）に乗り再度ディックの前に立ちはだかるが、コジャントの犠牲により倒される。下半身が無い状態でも死ぬことができず、不死なるものの細胞が暴走してようやく死亡する。
ブラックジャック・ケッチャム
ドク・ホリディーの名を騙り、デッドマンズハンドに似せたガンドライバーに乗っていたデブの小男（デッドマンズハンドは既製ガンドライバーのカスタム機なので塗装を真似れば偽装でき、ダイヤも敵へのハッタリとして使っている）。
ツサ・ロ・キ族から毎年「納税」と称して全財産を没収していた。
「即! 射殺してくれるわ!!」と言いながらサーベルを構えたり、手下が倒されるとすぐに逃げ出すかなりの小物である。
ディックにワイルドバンチのアジトへの道案内役として使われ、ガンドライバーを撃破された後はタンクトップ姿で走らされていた。
キッド・カーリーが現れた際、「ワシのピンチをききつけて、わざわざ砦からかけつけてくれたのか」と感動するも、キッド・カーリーのガンドライバーに踏みつぶされて死亡する。
キッド・カーリー
アヘン中毒者。
ディックの家を襲撃した際にアンナを連れ去ったガンドライバーの乗り手。
人類の歴史における平和な時間を「権力者どうしのなれ合いの休み時間」と評し、弱者の語る平和には価値がないと語る。
自身の持つ世界に1台だけの最上級試作ガンドライバーの性能・精巧さを自慢していたが、その精巧さゆえに砂埃で排莢不良となりガンドライバーの機能が停止し、撃破される。
ジルコニア
ワイルドバンチの紅一点。
リー、グラントの南北両将軍と関係を持っていたと噂されている。
ナポレオンIII世に対して政治・金融・軍事情報を提供しており、アンナをナポレオンIII世帝国に献上している。
ショタコンの気もあり、ナポレオンIII世帝国に来た際は毎夜ザバハのベッドへ忍び込もうとするらしい。
実は、ワイルドバンチとその黒幕を探るために潜入していたダイヤ。
ユリシーズ・グラント
北軍総司令官。ワイルバンチの首領。
ディックの家を襲撃した際に、ガンドライバーでディックの左腕を踏みつぶている。
軍公式記録では、45年に陸軍士官学校を卒業、54年に太平洋岸での戦闘で泥酔して部下を大量に失ったために退役させられ、退役後はセントルイスで農場経営に失敗しイリノイ州へ移り住む。内戦が勃発した際、義勇軍を組織して参戦し、快進撃を続け4年で将軍の地位まで上り詰めている。
現在は「ユリシーズ・シンプソン・グラント」と名乗っているが、過去は「ハイラム・ユリシーズ・グラント(Hirum Ulysses Grunt)」と名乗っており、頭文字の「H・U・G」がサッター砦の焼印としてつかわれている。
南軍総司令官のリー将軍と「見えざる南部帝国」を組織しており、意図的に内戦を長引かせることで国を疲弊させ民衆革命を起こすことを望んでいる（カール・マルクスを心の師と呼んでいることから共産主義国家建国が目標と思われる）。
過去に軍務で地質調査をしていたときに、地質から算出される惑星の重力が今の重力と比較して異常に軽いことに気づき、ガンドライバーの存在などに疑問を持った結果、大結社のメンバーとなる。大審問長官の地位を得ているが、旧大陸の大結社が世界を影で支配していることを嫌い、秘密裏に紅の神像の復元を進めていた。ディックらを襲撃したのも、一人でも多くの不死なる者を確保して独占されている科学知識を確保する事が目的であった。
最終的に世界の成り立ちの秘密を大結社幹部に聞かされ、幹部になるよう誘われるが、幹部たち「化け物」の仲間になることを拒否し殺される。

### バッファローソルジャー部隊
ディックが指揮権を与えられた北軍の非正規部隊。メンバーは死刑囚、北軍に協力する中西部のブラニアン兵士、南部からの逃亡奴隷から構成されている。
ジャック・スレイド
コロラドの駅馬車会社の管理権を巡る争いで人を殺し、酒におぼれ凶暴化。強盗や殺人を繰り返していた。モンタナでの強盗中に逮捕され、死刑判決を受けたが、連邦大陪審の裁きをうけるためにワシントンDCの拘置所に服役していた。バッファローソルジャー部隊へ参加させられるが、ブラニアンが隊内にいることに不満を言い、自身の操るガンドライバーとディックの率いるブラニアン歩兵による対決を行い敗北。ディックに従うこととなる。
性格はハッキリ言って粗暴なチンピラ。レズリーの弟分のように振る舞っているが、ディックとの勝負に負けた際にはレズリーにモヒカンにされ、ジュエルパレスII世号の重量軽減作業中には命令されて調子に乗った挙句、艦の構造材まで破壊して捨てていたが、レズリーに「こっちを処分した方が効率的」とガンドライバーごと船外に蹴り出されたり、かなり不遇な扱いを受けている（実際には作戦行動の一環で別行動していた）。
デロンゴ・ゴワンゴ
暗き青の大陸から連れてこられたブラニアン奴隷。シャカ族出身で自身を闘神シャカズールーの生まれ変わりと信じている（シャカズールーは大結社に囚われているが存命であり、彼は生まれ変わりではない）。
逃亡奴隷を指揮してホワイトハウス突入し、ガンドライバーごと火を放とうとしたため死刑判決を受けている。
ジョージ・レオニダス・レズリー
百万ドル単位の銀行強盗を何度も成功させ、ギャングの神様とまで呼ばれる男。元は裕福な醸造科学者の家に生まれ、シンシナシティー大学を卒業した若きエリートだったが、両親の死後に犯罪者となった。靴底に造幣局から盗んだ本物の原盤を隠し持っているため、いくらでも完璧な偽札を（というより「真札」を勝手に）作ることができる。
かなりの女好きであり、男と同じような扱いのエメラルドの腰に手を回したり、ジュエルパレスII世号内でウーピーと密会したりしている。
才谷屋梅太郎（サイタニヤ・ウメタロー）
日出る皇国出身。ディックに弟子入りを希望し、ガンドライバーによる近代戦を学ぶためバッファローソルジャーに参加する。言葉が通じないため、常にブボワが傍らにいて通訳している。
「才谷屋梅太郎」は実家の屋号と師匠の勝安房守の幼名からとった偽名であり、本名は「坂本竜馬」。

### その他
ドク・ホリディー
ジョージア名門貴族の子息であり、歯医者として開業する（「ドク」というあだ名はここからついている）も結核を発症。転地療法のために西部へ移りダラスで開業するが咳のために客がつかずギャンブラーとして生計をたてるようになる。
連邦保安官補佐の肩書を持ち、西部では有名なガンドライバー乗りであり、愛機デッドマンズハンドとともにアウトローから恐れられている。
酒癖が非常に悪く酔った時のことは全く覚えていない。酔っていなければ真人間なのだが、肺病の痛み止めと称して深酒をすることも多い。
ディックのガンドライバー戦の初陣の相手である。
妻はナポレオンIII世のもとから逃げ出してきた鷹の王家の縁戚の女性だが、鷹の王家により連れ戻されナポレオンIII世と正式に結婚させられている。彼の顔の傷は妻を取り戻すために戦ったときに負ったもので、パールはそのときに連れ戻している。
妻の日記により、パールが自身の子ではないことを知っている。
パールの最初の客なることを望んでおり、ディックに先を越されたことをかなり悔しがっているが、「娘婿」と呼ぶほどディックの実力を認めている。
レッドクラウド
父は「荒ぶる風」、母は「漆黒のへら鹿」という守護象乗りのサラブレッドである。
幼少期にディックの家に預けられていた時期があり、ディックと共に過ごしているが、お互いに覚えていない模様。
レッドブラニアンを率いてワッシュと闘ってきたためワッシュを討伐・排斥しようとする考えが強く、平等を目指すディックの考え方を生ぬるいと感じていた。同じようにワッシュ排斥を唱える高杉に共感を持っており高杉がジュエルパレス内で反乱を起こした際は加担するつもりでいたが、高杉の行動の理由が「幼帝を守ること」であったため高杉と梅太郎の戦闘に割り込み高杉を説教する。
南北戦争終結後、母親の再婚により11人も弟妹ができたため、族長の仕事よりも子守ばかりしている。
先代レッドクラウド
齢165歳になるティートン・ラコダ族の長老。
サッターの策略により奴隷にされた過去を持ち。サッター砦を地獄と評し、かなりのトラウマを持っている。
カスター
過去からサッターの部下として働いており、サッター砦で焼印を押す係をしていたときに騒いだブラニアンを射殺したが、それに怒ったシュガーレイに殴られ右目を失っている。
サッターの死後、ジュエルパレスに侵入し、ディックを銃撃するが捕縛される（ディックは一般人なら致命傷レベルの傷を負わされている）。
尋常ではないマゾヒストであり、ジュエルパレスでの尋問ではエメラルドの必殺技に耐え、本気をだしたダイヤが気持ち悪くて悲鳴をあげるほど。
眼帯の下の右目は工具を仕込んだ義眼であり、それを使用してジュエルパレスから逃亡し、紅の神像を奪い去った。
後に北軍第七騎兵隊とレッドブラニアンの会合を強襲するがシャカカーンと陸奥守吉行の猛攻に敗北する。
アルバラド提督
太陽の王家の軍人。南北戦争勃発に伴い祖国の領土拡大を目指しサッターへ砦を譲渡、正規軍まで貸し与え奴隷売買などで軍資金を得ようとする。
ティートン・ラコダ族に疫病を蔓延させ、ワクチンによる救命の代償として守護象レッドクラウドを奪うが、シュガーが起こした反乱による混乱でジェロニモとブラックエルクに守護像レッドクラウドを奪還される。
ブラニアン奴隷解放のためのジェロニモ達の再度の襲撃を予見したためティートン・ラコダ族を「盾の装甲」としてガンドライバーに縛り付け襲撃してきたブラックエルクを投降させ、シュガーの両親も人質として本国から呼び寄せてシュガーも捕縛するが、ジェロニモの乗った紅の神像の攻撃により死亡する。
シュガー・レイ・マルチアーノ
ディックとブラック・エルク（改）を賭け地下闘技場で戦ったワッシュ。地下闘技場崩壊の際にディックにジェロニモの遺産の場所を示した地図を渡し、自身は落盤に巻き込まれる。
かつてアルバラド提督からサッターに貸し与えられた太陽の王家の部隊の軍人。世界ヘビー級3位のプロボクサーであり、世界タイトル挑戦直前に徴兵される。サッターのもとでの軍の非人道行為に怒り反逆し、「二代目の荒ぶる風」としてジェロニモとブラックエルクとともにブラニアン奴隷解放のために闘うことになる。
サッター砦襲撃の際に両親を人質にとられ投降、見せしめのために右腕を撃ち落とされる。ジェロニモの救援により一命をとりとめ、失った右腕の代わりにジェロニモの右腕を移植される（幼少期のディックとも会っているがディックは覚えていない）。
落盤に巻き込まれ死亡したかに思われたが、不死なる者であるジェロニモの腕を移植されていたため生存しており、大結社によって自我を奪われた状態で純白の神像の操縦者として利用されることになる。
純白の神像は破壊されるも奇跡的に生き延び、エメラルドと再婚。11人の子を儲ける。
ナポレオンIII世
民主主義を信奉していたが、叔父であるナポレオンI世の過去の名声を頼りにした国民により民主選挙で皇帝につかされた。
自身が皇帝につかされた経緯と、政策や過去の発言を無視し外見やイメージで投票対象を選び、優秀な人間でも政策よりも人気取りができなければ再選できないという、民衆におもねった政治体系が横行する民主主義に嫌気がさしている（ただし、君主制において自己の責任を放棄して支配者を非難するだけな国民に対しても怒りを覚えている）。
妻となる女性が新大陸に逃げ、別の男との間に子(ザバハ)を儲けたことをかなり気にしており、ザバハ誕生の後に人が変わっている。
南北戦争末期に合衆国へ侵攻するが、ディックの活躍により戦況が悪化したことで純白の神像で逃げ出そうとした大結社の幹部に銃撃されるも、生存している（撃たれた直後に不死なる者の細胞に侵食されているので、体のどこかに不死なる者の体組織を移植されていた模様）。
ザバハ
ナポレオンIII世の跡取りだが、実子ではない。実父はドク・ホリディ。パールの父親違いの兄。
能天気で馬鹿なように振る舞っているが、それは自身を内外の敵から守るためであり、「人種で優劣が決まる訳ではない」と語るなど、本来は聡明な人物。
ナポレオンIII世帝国軍の合衆国侵攻の際は父であるナポレオンIII世に対して新大陸侵攻をやめるよう陳情している。
自身がナポレオンIII世の実の子ではないことを知らないが、自身の誕生の前後から父の人柄が変わったことは母から聞かされている。
南北戦争終結から数年後、アンナとの間に一児を儲ける。
リンカーン
現合衆国大統領。「奴隷解放」を政策に掲げているが、それは奴隷がいなければ経済の成り立たない南部（南軍）への政治的ポーズであり、南部が独立を止めるのならば奴隷制を支持する考えだった。弁護士時代から南部の奴隷を解放する活動をしていたが、南部から逃げたところで学も行先も財産も持たない解放奴隷たちは先進工業地帯である北部では満足な仕事もなく、数ヶ月で奴隷主のもとへ戻ってしまう実状を知り、奴隷解放や差別撤廃に対しての情熱が冷めている。
ディックにバッファローソルジャー部隊を与えるが、ディックを信用したというよりも「解放したブラニアン奴隷がワッシュと共闘できるか」という政治的な試金石としての意味合いが強い。
ディックと話し合ったことにより過去の情熱を思い出し保守的な考え方を変え、南北戦争終結後に奴隷解放を宣言する。
高杉晋作（たかすぎ しんさく）
獅子の王家の領事館を燃やしたり、太陽の王家の戦艦に大砲を撃つなど、尊皇攘夷派でもかなり豪快な人物だったが、肺病により療養所に拘束されていたため長州藩落城の際の戦闘に参加できなかった。
後にワッシュの医師により、不死なる者の血液を輸血され肺病は完治するが、戦後長州人は奴隷として扱われたため、彼は戦後のどさくさを利用して奇兵隊とともに新大陸へ落ち延びた（梅太郎の提言した薩長同盟構想に賛同しなかったため、同盟構想は決裂。その結果、薩摩藩は戦費借入の代償として長州人をワッシュへの奴隷として差出した）。
輸血の借りがあるためグラントの配下となっていたが、ディックとの戦闘後にジュエルパレス側へ寝返る。これはグラント側のスパイとしての潜入でありジュエルパレス内で反乱をおこした。
彼は「新大陸の内戦を長引かせ、旧大陸の王家の注意がそちらへ向いている間に日出る皇国のワッシュを追い出すこと」を目的としていたが、それ以上に大結社側に日出る皇国の幼帝が囚われていることを理由にグラントに従っていた。「国土よりも幼帝1人の身を案じていること」をレッドクラウドに説教され反乱をやめ、完全にジェルパレス側になる。
大結社の手に落ちた紅の神像との戦いで神像を抑え込むが、神像の度重なる電撃攻撃に機体が耐えられなくなり爆散する。
ダン・ウェッソン
故人。15年以上前に死去した伝説的なガンドライバースミス。たとえ何百万ドルの値段をつけられようが、絶対に気に入った相手にしか機体を販売しない。一切妥協を許さない性能の高さに加え、彼に認められる事は一流のガンドライバー乗りである証であるため、その機体は今でもガンドライバー乗りたちの垂涎の的。
読み切り版ではバードの養父、師匠として生前の姿が登場。酒好きの老人といった風体だが「男」についての持論を持ち、それゆえに虐待されていたバードを引き取って弟子として面倒を見ていた。ガンドライバーは男の乗り物であり、気に入った相手にしか販売しないのものそのためだという。しかし彼の機体を狙ったジェイムズ＝ヤンガー・ギャングに襲撃を受け、惨死。死に際にバードへ男の一生の頼みとして、奪われた機体の処分を託した。
その機体性能の高さは彼自身の技術力の高さに加え、ブラニアンの刀鍛冶から習ったという金属精錬法にある。ワッシュのガンドライバー装甲は砂鉄と鉄鉱石を溶かして型に流し込んだ鋳物に過ぎないが、ダン・ウェッソンは隕鉄を素材にし、これを熱してハンマーで叩いて鍛えた後、芯鉄を中心に挟み込んで装甲を制作する。量産に不向きなため、ダン・ウェッソンの機体が希少なのはこの制作法が理由であった。
ジェイムズ＝ヤンガー・ギャング
読み切り版に登場。ヤンガー兄弟に率いられたギャング団であり、ダン・ウェッソンを襲撃して惨殺、その機体を奪って売り払い、紅の神像のパーツをバラバラにして各自が装着、保持している。一人のボスの下には十機以上ものガンドライバーが従っており、その規模は極めて大きい。また一人の賞金額が確認できるだけでも５万ドルと、高額の賞金首でもある。
作中ではジム・ヤンガーと弟のジョン・ヤンガーが登場。ジムはジョンの影武者を勤めていたが、バードの襲撃を受けた際に彼が不死の一族である事を知らず、バードが部下四人と相討ちになったと思い込んだ隙を突かれて射殺された。弟のジョンは強奪したダン・ウェッソンの機体をすべて売り払う事に成功するも、サファイヤから情報を買ったバードによりアジトを襲撃され、配下のガンドライバーがガトリング砲によって壊滅。紅の神像の左腕を装着した機体に乗るジョンは、味方を盾にして生き延びるも、通常のガンドライバーの火器ではウィドーメーカーの装甲に通用せず、紅の神像のパーツ同士の力比べにも敗北。左腕を引きちぎられた衝撃で機体が爆発し、死亡した。
他のメンバーのその後については不明だが、連載版の時点で紅の神像が完全な状態で存在していることなどから、バードによって壊滅させられたものと思われる。

## 大陸と国家
旧大陸
ワッシュ達の大陸。
国家は王政・帝国政であり、ワッシュの王族たちは親類関係にあたる。
氷の王家（ロマノフ）
国土のほとんどが凍てついた極寒の大地であり、「太陽のない王国」とも呼ばれる。
首都はサンクト・ペテルブルグ。
獅子の王家（ジョージア）
旧大陸北西海上に浮かぶ女王が支配する強力な海軍を保有する島国。
大航海時代に他国を一方的に植民地化してきた。
首都はロンドン。
鷲の王家（ハプスブルグ）
カール大帝の神聖帝国を引き継ぎ、大陸中央部一帯を4世紀以上にわたり支配している。
数多くの他の王家と姻戚関係にあり、歴史上永きにわたって旧大陸最大の王家。
首都はウィーン。
太陽の王家（ブルボン）
元々は鷲の王家に匹敵する名家として旧大陸西側に位置する広大な地を支配するが、当時の国王ルイ16世と妃マリーアントワネット（鷲の王家出身）の専横に怒った民衆による革命が起こり、領土の半分を失うが、南部の肥沃な土地を有している。
首都はマドリード。
ナポレオンIII世帝国
太陽の王家の上半分で起きた民衆革命により成立した国家。
諸外国からの攻撃さらされるも、天才軍人ナポレオン・ボナパルトによる指揮で連戦連勝を重ね独立を保つ。
その結果、民衆はナポレオンを「救国の英雄」と支持、革命で手に入れた「共和制民主制」を自ら手放し、ナポレオンを皇帝とした帝国となる（ナポレオンは後ろ盾を得るため、正妻と離婚し、鷲の王家から新しい妻を迎えている）。
後にナポレオンI世は氷の王家領に進軍するも大敗し、失脚。現在はナポレオンの弟の第3子にあたるナポレオンIII世が統治している。
旧・龍の帝國
旧大陸の東に位置し、イエローブラニアンが統治している。世界で最も古い歴史と伝統を持つ王家である。
ワッシュが意図的に送り込んだ貿易船団によりアヘンが蔓延する。龍の帝國はアヘンを締め出そうとし、獅子の王家との阿片戦争に発展する。この戦争により、香港と九龍半島は100年間の無償借款という名目で獅子の王家の領土にされる。
新大陸
レッドブラニアン達が暮らしていたが、旧大陸のワッシュが大陸を発見し移民してくる。
新大陸へ進出したワッシュはレッドブラニアン達の土地を奪うなどの行為を行いレッドブラニアンと戦争状態になる。この戦争によりワッシュは戦闘に参加したディガーターを目撃し、ガンドライバーが普及するきっかけになる。
後に獅子の王家が大陸のほとんどを領土化し、獅子の王家の支配領よりも南の部分は太陽の王家が領土化した。獅子の王家の支配領の南半分は後に独立。
合衆国
獅子の王家に高い税金を搾取されることに耐えられなくなった移民が革命運動を起こし新大陸の獅子の王家領の下半分が独立した国家。
南部は奴隷を使役した綿花・コーヒー・サトウキビなどのプランテーション農業、北部は工業中心に発展しており、現在は国を南北に分けての内戦中。
物語の舞台となっている国。
ナポレオンIII世帝国植民地
合衆国よりもさらに南の地域。かつては太陽の王国が支配していた。
「マヤ族」「アステカ族」といった高地ブラニアンが暮らしていたが、太陽の王国の植民地総督府によって奴隷とされるか、全滅させられている。
現在はナポレオンIII世帝国が支配しており、鷲の王家の大公マクシミリアンが皇帝をつとめている。
暗き青の大陸
旧大陸の真下に存在し、密林と砂漠に囲まれた熱帯性の巨大な大陸。
奴隷にされているブルーブラニアン達の故郷である。
長い間、ジャングルに起因する伝染病がワッシュの侵略を阻んでいたが、旧大陸の王家により植民地化され、ブルーブラニアン達は他国へ奴隷として輸出されることになる。
日出る皇国
新大陸の西に位置するイエローブラニアンの小国。
頑なに鎖国を続けていたが、ワッシュの飛行船（黒船）来訪により、捕鯨基地の確保・ワッシュに都合のいい一方的な通商条約の締結を突き付けられ、開国と鎖国維持に国論が二分する。
現在、獅子の王家に九州と琉球を割譲して後ろ盾とした土佐・薩摩連合勤王軍（開国派）と、北方四島及び蝦夷地を担保にナポレオンIII世と氷の王家から多額の借金をした旧幕府軍（鎖国派）による大規模な内戦が続いている。
戦争資金を得るために国土を割譲しているため、既にワッシュに植民地化されている地域もあり、国家分裂の危機にある。

## 人型機械
作品中に登場する人型機械はすべて古代文明の遺産である。ガンドライバー、ディガーター、神像はそれぞれ異なる目的で製造されており、その目的の違いからディガーター・神像が保存されていたのに対してガンドライバーは放棄され朽ち果てて遺跡となっている。
ガンドライバー (GD)
軍や民間人が使用している人型機械。
古い地層から発掘される古代文明の朽ちた遺物であり、ワッシュの新大陸進出によるブラニアンとの戦闘でディガーターと交戦するまでソレが人が乗ることができる機械だとはわからず、ただの遺跡の置物として放置されていた。原型は惑星調査用に作られた機体「ガンドローン」。
現在は多数のガンドライバーが稼働しており、メーカーやガンスミスも存在するが、詰まるところ未知の古代文明の遺跡をどうにか修繕して無理やり動かしている状態であり、最上級とされるものですら保存状態が良かった機体をベースにして時間と金をかけて製作されたものにすぎず、良品は軍用に回されるため民間にはまず回ってこない。制御中枢（後述）は完全なブラックボックスだが、粗悪な改修にも拘わらず操縦者の意志を機体に伝える能力を持つ。
ガンドライバーは「金」と呼ばれる放射性同位体を動力として稼働しており、銃と同じ機構で金塊を機関部に「叩き込む」ことで動力を補給する。装填機構（劇中では「ガンギミック」と当て字される）はGDの股間に設けられており、その外観は拳銃のレシーバーとほぼ同じ。リボルバーやオートマチックなど、拳銃同様に様々である。なお、薬莢ができるまでは手作業で金を補充していた。
一般的なガンドライバー乗りが使用している機体は作業用に造られたものか、軍から払い下げられた旧型を改造したもの。
ガンドライバー製造の黎明期において、安定した二足歩行ができなかったためにケンタウロスのような四足歩行や二足から多足への可変機も作られている。多足歩行機は二足歩行機よりも動力薬莢を多く装填できたため長距離移動用としては成功したが、機動性が著しく悪いため、安定した二足歩行が可能な機体が作られるようになってからは作られていない。
デッドマンズハンド
ドクホリディー専用機であるウィンチェスターM73のカスタム機。
ベースとなったガンドライバーは友人であるワイルド・ビル・ヒッチコックがポーカー中に殺され形見として譲り受けたもの。
名の由来はワイルド・ビル・ヒッチコックが殺されたときのポーカーの役を肩に描いているため。
クセの強い機体と有名だが、ディックが乗ったときに「神像には劣るが反応が早い」と評しており、その反応の早さのために凡庸なガンドライバー乗りには扱い難い機体の模様。
ジェネエーター：B　ブラックボックス：A　アクチュエータ：B　動作制御信号結合率：６０％　コンプリーションクオリティ：A　ガンギミック：オートマチック　装弾数：６＋１　形式：CST（カスタム）ofEX（戦術級）
奇兵隊
高杉晋作が率いるガンドライバー隊。元は日出る皇国の長州藩に属していた。
ナポレオン帝国製の旧世代ガンドライバー（黎明期の4足歩行機）で構成されており、隊長である高杉の機体は士官用の特別機（2足歩行から6足歩行への可変機）である。
日出る皇国においてのガンドライバー戦は剣術格闘が主体であったが、奇兵隊は戦術を伴った近代的集団戦闘を目的としているため、一般機は銃とサーベルを装備し、高杉機のみ刀を装備している。
ウィドー・メーカー
ディックの父ジェロニモのかつての愛機。左腕に開閉式電動ガトリング砲を装備しており、ウィドー・メーカー（未亡人製造器）と呼ばれワッシュから恐れられていた。
ジェロニモが紅の神像の封印を解く際に比重の低い湖に沈められたが、後に紅の神像を奪われたディックが引き揚げ愛機とする。
ディック曰く、中量級の機体に必要以上の重りを積んでいるので機体のバランスが悪く、馬力やトルクは強いが実用域の操作性はスカスカのジャジャ馬。
外見は元になった機体がわからないほどカスタマイズされた旧式リボルバー機だが、実はリボルバー部はハリボテでありその正体は独立戦争で破壊された漆黒の神像のボディをベースとして製作された機体である。
読み切り版では「オヤジのガンドラ」「ダン・ウェッソン・カスタム」「紅の神像」として登場。ジェイムズ＝ヤンガー・ギャング団によって左腕をはじめ、部品を奪われている。それを補うため左腕に装着されたガトリングは短銃身かつ手回し式で、他のガンドライバーの腕部の残骸を装着して隠蔽が施されている。
当時はその名の通り全身が赤い事に加え、かつリボルバー部に「金」を大量に装填しなければならないなど、本編登場時とは性能が異なる。そのため紅の神像のパーツを装着しただけの通常のガンドライバー（ワイルドバンチらが用いたものと構造上は同様）だと思われるが、その段階ですら他のガンドライバーや、神像のパーツを装着したガンドライバーを圧倒するパワーと性能を誇っている。
恐らく本編に登場するウィドー・メーカーはヤンガー兄弟からパーツを取り戻して完品状態に戻り、漆黒の神像を破壊し、紅の神像を封印した後、失われた紅の神像の部品を漆黒の神像の残骸によって補われた機体だと思われる。
モーゼルM71
一般的に多く見られる輸入型ボルトアクション機構を有する民生用の代表的機体。天才技師モーゼルによる長距離移動用大型カートリッジが特徴。
ジェネエーター：D　ブラックボックス：D　アクチュエータ：D　動作制御信号結合率：２８％　コンプリーションクオリティ：無し　ガンギミック：ボルトアクション　装弾数：５　形式：SPL（軍払い下げ）
コルトM60アーミー
旧式の回転弾倉式軍用機。戦争のどさくさで民間にも大量に出回るようになった。メタルカートリッジ式の新型と、コンバージョンされていない紙薬莢式の旧型が混在している。
ジェネエーター：C　ブラックボックス：D　アクチュエータ：D　動作制御信号結合率：３２％　コンプリーションクオリティ：無し　ガンギミック：シングルリボルバー　装弾数：６　形式：SPL（軍払い下げ）
以下はメタルカートリッジ式のもの。
ジェネエーター：C　ブラックボックス：D　アクチュエータ：C　動作制御信号結合率：３６％　コンプリーションクオリティ：無し　ガンギミック：シングルリボルバー　装弾数：６　形式：SPL（軍払い下げ）／MIL（軍用品）
レミントンM11c
ポンプアクションの通称で知られるリコイルオート機構の最新型高級機。作中で登場したものはさらにメーカーで改良が施されたカスタム機。
ジェネエーター：B　ブラックボックス：A　アクチュエータ：B　動作制御信号結合率：５８％　コンプリーションクオリティ：B　ガンギミック：ポンプアクション　装弾数：７　形式：CST（カスタム）ofEX（戦術級）
ウィンチェスターM73.M
長距離戦闘用のスチールフレームを持つ名機。通常型の他に上述のデッドマンズハンド、そして詳細不明のカスタム機が登場する。このカスタム機はオーダーメイド品か、軍用トライアル機ではないかと言われる。
ジェネエーター：B　ブラックボックス：B　アクチュエータ：B　動作制御信号結合率：５２％　コンプリーションクオリティ：C　ガンギミック：オートマチック　装弾数：６＋１　形式：EX（戦術級）
以下は不明機のもの。
ジェネエーター：A　ブラックボックス：A　アクチュエータ：A　動作制御信号結合率：７２％　コンプリーションクオリティ：B　ガンギミック：オートマチック　装弾数：６＋１　形式：RS（研究開発）
ベレッタM950BS
モーゼルM71同様の輸入型ボルトアクション機構の、代表的な民生用ガンドライバー。他の機体に比べれば比較的安価。
ジェネエーター：C　ブラックボックス：D　アクチュエータ：C　動作制御信号結合率：３８％　コンプリーションクオリティ：無し　ガンギミック：ボルトアクション　装弾数：６　形式：SPL（軍払い下げ）／MIL（軍用品）
コルト・ベルダンミリタリー
北軍第一連隊長であるハイラム・ベルダン大佐の発明によるベルダン・ブリーチ・ローダーシステムを採用した軍用モデル。
ジェネエーター：C　ブラックボックス：C　アクチュエータ：C　動作制御信号結合率：４０％　コンプリーションクオリティ：なし　ガンギミック：ブリーチブロック　装弾数：７＋１　形式：MIL（軍用品）
ブローニングM65
天才技師ブローニングによるオートマチック機構を初めて組み込んだ画期的な新型試作機。レミントンM11cの原型となった。
ジェネエーター：A　ブラックボックス：A　アクチュエータ：A　動作制御信号結合率：７２％　コンプリーションクオリティ：B　ガンギミック：オートマチック　装弾数：６＋１　形式：RS（研究開発）
DWMボルヒャルト・ランゲ
天才技師ルガーの設計によるトグル式ロックシステムを採用した機体ボルヒャルトに、88mmロングバレルライフルを装備したランゲモデル。
ジェネエーター：B　ブラックボックス：B　アクチュエータ：B　動作制御信号結合率：５０％　コンプリーションクオリティ：なし　ガンギミック：トグルアクション　装弾数：７＋１　形式：MIL（軍用品）
コルトSAA・M55オールドアーミー
パーカッションSAリボルバーシステムを採用した、完全に旧式と成り果てた軍用ガンドライバー。現在では軍からはほぼ完全に退役している。
ルガーP05
DWMボルヒャルト・ランゲの発展型として開発された鷲の王家軍用の試作機トライアルNo5。事実上、デザイナー自身が製作した最高級のワンオフ機となっている。
ノエルパテント148SE
ナポレオン帝国世代の旧式陸軍機。未熟な技術ゆえに四足歩行機として開発された。奇兵隊が本機を採用している。
守護像（ディガーター）
ブラニアンの守り神として各部族が保管・使用している機体。本来はガンドローンを警護するために作られた機体「ガンドーベル」。
遺跡の粗悪修繕品である一般的なガンドライバーとは異なり、古代文明の時代から保管されてきたオリジナルの機体である。古代文明の本来の動力を装備しているため金による動力補給の必要もなく、性能はガンドライバーの比ではない（古代文明本来の動力源も補充する必要があるが、守護像は保管状況が良かったため動力源のエネルギーが十分残っている）。その反面、破損・消耗した部品は交換することが前提のガンドライバーと違い、ほぼすべてのパーツがワンオフの特注品となり、組み込みと調整も非常にシビアなものとなっている。
信仰の対象にされていたため各部族によって外装を宗教色を反映したものに改造されており、それぞれの部族を象徴するものとなっているが、これらの改修時にオリジナルの装甲を外してしまったパターンもあり、機体強度が低下した機体もある。
レッド・クラウド（紅の雲）
機動力よりも戦闘力を重視した4本腕の機体。
ティートン・ラコダ族の族長である代々のレッドクラウドによって引き継がれてきたが、先代レッドクラウドには跡取りがいなかったため、エメラルドの息子が機体とレッドクラウドの名を引き継いでいる。
ブラック・エルク（漆黒のへら鹿）
装飾や修理のためにオリジナルの装甲を外してしまったものとは違い、本来の装甲を保持している。そのため守護象の中で最高クラスの防御力を持つ機体。
過去にワッシュ側に鹵獲されている。
ブラック・エルク【改】
鹵獲したブラック・エルクに対ガンドライバー用大型火器を取り付け、チューニングを施した機体。守護象の防御力とワッシュの兵器による大火力を両立させた機体であり、神像の存在を除けば最強と言っても過言ではない。
地下闘技場のチャンピオンに所有権があるが、所有条件は「地下闘技場のチャンピオンであり続けること」であり、仮に所有権を得たとしてもこの機体を持ち出すことはできない。
地下闘技場の落盤により埋まったが、ワイルドバンチにより掘り出された。

陸奥守吉行（むつのかみ よしゆき）
梅太郎が使用する日出る皇国の守護象。
その名の通り、陸奥地方を守護する者（大名など）が引き継いできた機体である。
本来は大名や藩の所有物である守護象だが、梅太郎の姉の死に伴い柴田家を通して勝安房守から梅太郎が拝領している。
ガンドライバーによる剣術格闘戦に見切りをつけ始めた梅太郎が近代戦を意識してチューニングしたためワッシュのガンドライバーの雰囲気が漂っている。
両腕の他に2本の隠し腕を持っている。
シャカ・カーン
デロンゴ・ゴワンゴが使用する機体。
暗き青の大陸を武力統一しようとしたシャカ族の英雄シャカズールーの愛機だったと噂される守護象。
腿の部分にドラムがあり、長柄の槍や顔の描かれた木の葉形の盾を装備するなど、新大陸の守護象とは違う雰囲気を纏っている。
ワッシュによって捕獲され、合衆国政府の管理下にあったが、ディックの交渉によりバッファローソルジャー部隊の戦力としてデロンゴ・ゴワンゴのもとへ返還される。

神像（ディバイナー）
紅、白、漆黒、翠緑、紺碧、琥珀、紫苑の7体が存在するとされている。
飛行能力を備え、プラズマ砲などの兵装を持つ強力無比な機体であり、ディガーターの攻撃・対ガンドライバー用大型火器の直撃であっても装甲に傷すらつかない。
現在までの長い歴史の中で数体が破壊されており、現存が確認されている機体はほとんどないとされている。
神像はそれぞれがこの世を欲望を司るとされており、ディックが父から託された紅の神像はカリスマ・出世・支配・物欲といった「力」の欲望を司っているとされている。
通常のGDに積まれたブラックボックスより遥かに高度な「アクセス権」を有しており、セレニックの環境を維持する重力制御システムに干渉する事も可能で、古代文明時代には「ガンドラグーン」と呼ばれていた。
紅の神像（アーノンディガス）
新大陸の不死なる者の一族が保管してきた神像であり、ディックの父ジェロニモが使用していた機体。
ワイルドバンチの襲撃時にボディーのみの状態でディックに受け継がれた。ルビーによって既存のガンドライバーから手足を移植されるが、胴体から供給されるパワーに耐えきれず、すぐにガタガタになってしまう。その後のワイルバンチとの戦いで両腕を取り戻すが、サッターの部下に強奪され、大結社の手により完全復元される。
ワイルバンチは紅の神像の腕を強化パーツとしてガンドライバーへ組み付けていたが、ガンドライバーと神像は根本的な技術差から構造が全く異なるため「腕」としてしか使えず、兵装は使用できていない。
ダミーの紅の神像（ガンドーベル）
ディックの父がワイルドバンチへ引き渡した偽の神像。ボディー以外は本物の紅の神像のパーツで構成されている。
ダミーとはいえ運動性能はかなりのものであり、ワイルドバンチが総出で取り押さえることに成功している。

漆黒の神像（イロクォイス）
暗き青の大陸でガンドライバーの発掘をしていた大結社によって掘り出された神像。
独立戦争において獅子の王家により戦線に投入されたが、何者かによって破壊されている（神像を破壊するには神像と同レベルの火力が必要であり、破壊された漆黒の神像がウィドー・メーカーへ改修されていることからジェロニモが紅の神像を用いて破壊したものと思われる）。
純白の神像（カイユーダス）
日出る皇国に保管されていた神像。日出る皇国での呼び名は「草薙之神像（天叢之雲之神像）」。皇位継承の式典以外は門外不出とされ神域に封印されていた。
新政府を樹立した開国派が他国侵攻のための軍事費の借入金の代償として、幼帝とともに大結社側に引き渡している。
歩行用の足はなく、4本ある腕はプラズマ砲で、両肩の隠し腕に手がついている。3人乗りの機体である。
ウィドー・メーカー + 紅の神像
紅の神像のパーツをウィドー・メーカーへ移植した機体（ウィドー・メーカーは漆黒の神像を素体としているので紅の神像のパーツが機能する状態で移植することができた）。
紅の神像とウィドー・メーカー（漆黒の神像）の動力源を直結することで他の神像より高出力を得ているが、2体の神像を継ぎ接ぎして作った機体のため耐久力に問題がある。

## 航空機
ジュエルパレス号
娼館を取り付けた硬式飛行船。水素ガスを使用していたため、砲撃により爆散（娼館部分は切り離していたため無事）。
ジュエルパレスII世号
双胴式エンペローブを持つ飛行式空母。
旧ジュエルパレス号爆散の教訓から可燃性のガスは使っておらず、エンペローブは銃撃された程度の穴ならば自動でふさがるようになっている。
旧ジュエルパレス号は娼館を運ぶための飛行船だったが、ジュエルパレスII世号は軍艦として設計されている。旧ジュエルパレス号と比べ、エンペローブ全長が3倍以上、船室は800倍であり、緊急脱出用のエンペローブも付属している。「これからはガンドライバーより戦闘機の時代が来ると」と設計者のルビーが判断したため、3段式の飛行甲板を備えている。
飛行船として作られているが、エンペローブを外した船体部分は通常の船舶としても使用可能。
ナポレオンIII世帝国の飛行船
盗用したジュエルパレスII世号の設計図を基に製造された飛行船。ただし、船体部分は空母としての機能のない帆船である。ジュエルパレスII世号の戦闘機対策としてガトリング砲を備え付けている。
戦闘機
プロペラ式複葉機。航続距離が短いために偵察目的くらいにしか使われておらず、戦力として採用しているのはジュエルパレスII世号だけ。

## 作中用語
ブラニアン
黒人・黄色人種・ネイティブアメリカンなどの有色人種。
基本的にブラニアンと一括りにされているが、黒人はブルーブラニアン、黄色人種はイエローブラニアン、ネイティブアメリカンはレッドブラニアンと呼ばれている。
古代人は遺伝子改良によって長寿を得た代わりに生殖能力が著しく低下しており、状況打破のために異種交配を実行に移し、その結果生まれたのがブラニアンである。
身体能力・回復力が高く、ワッシュよりも寿命が長い（寿命の長さは古代人の血の濃さによって差異がある）。
ワッシュによって差別されており、奴隷として使役されている。また、ワッシュの法皇が「我々と髪や肌の色が違い、違う神を信仰している者達は人間ではなく、殺しても罪にならない。むしろ異教徒を天国に送るのは正しい行いである。」と説いたため、当然のごとくブラニアンは殺されている。
ブラニアンの部族はそれぞれの文化・言語が異なるために部族間戦争を繰り返している者たちもいる。皮肉にも彼らを和解・協力に導いたのは共通語となった「ワッシュの言語」だった。
ワッシュ
白人。
古代人が異種交配を目的に原猿類の進化を促して作られた人種（アダプティアン）の子孫。
世界を支配している人種であり、他の人種を差別している。
不死なる者（トルメキアン）
ブラニアンの中でも古代人の血が濃い一族。神像の守り手であり、失われた古代文明の知識を有している。
強靭な生命力を持ち、寿命は数百年、多少の傷ならば即座に回復する。体組織を他者に移植しても拒否反応が起こらず、移植者の回復能力を著しく向上させる。ただし、身体が損傷すると不死なる者の細胞が増殖することで傷を塞ぐ形となっており、移植者本来の細胞量を不死なる者の細胞が上回ってしまうと細胞が暴走して死にいたる。
移植用の臓器目的や古代人の知識を欲する人間に捕獲・殺害されており、ほぼ絶滅状態にある。
古代人（トルメカ人）
神像などの人型機械を作りだした人種。非常に高い科学力を持っていた。
近隣恒星の超新星爆発によるガンマ線バーストの影響により星の寿命が近いことを知り、それに耐えうる肉体を得るために遺伝子改造に着手。その結果、高い生命力・耐放射性・600年以上の平均寿命を持つ肉体を手にすることに成功し生存危機を回避する。しかし、遺伝子改造による影響によって生殖能力が低下、著しい出生率の低下を記録し、数千年以内に絶滅してしまう状況となる（数百年におよぶ長寿を得たトルメカ人にとっての千年は地球人にとっての140年ほど）。
さらなる遺伝子改造を試みるが、すでに遺伝子改造されていたトルメカ人の肉体はこれ以上の遺伝子改造を行うと遺伝形質の破壊という最悪の結果を招くことが判明したため断念する。
さらに惑星の寿命に起因する天変地異も発生するようになり、状況を打開するために月の生物に目をつけ、新生遺伝子計画を実行に移す。
トルメカの月（セレニック）
「月」と呼ばれてはいるが、トルメカ人の住む惑星とは二重惑星の関係である。
強力な放射性同位体がそこかしこから発見されるため、原子力を使用しなくなっていたトルメカ人は月を危険な惑星と見なして特に干渉していなかった。
新生遺伝子計画の遥か前に惑星改造が行われており、重力の付加（セレニック本来の重力では大気層がつくれない）、海の創造などがトルメカ人の先祖によって行われている。新生遺伝子計画発動時は放射能耐性がある生態系が存在し、地球でのツパイ・ワオキツネザル程度の小型原猿類が生息していた。
物語の舞台となっている惑星。
新生遺伝子計画
遺伝子改造により生殖能力が著しく低下したトルメカ人が絶滅を回避するために実行した計画。
トルメカの月に生息する原猿類の進化を人工的に促進させトルメカ人との異種交配可能な種を作り出すことを目的としている。
特定の種のみを進化させることは生態系の破壊になるため、全生態系を制御し進化させる非常に難しいモノであるが、トルメカ人は計画を成功させ、異種交配可能な人種アダプティアンを作り出す。
トルメカ人は大型原猿類が誕生した頃に月サイズの休眠カプセルによって長期休眠に入っており、計画成功後も何割かは起きていない模様。
ガンドライバー・守護像・神像は、元来この計画のために製造されたものである。
金〈きん〉
ガンドライバーの動力となる放射性同位体。
掘り出された物を薬室に収まるように成型した程度で、古代文明が使用していた高純度に濃縮・精製されていた動力源とくらべて著しく性能が劣る。
動力薬室（エネルギーチャンバー）
ガンドライバーの動力部。古代文明本来のものではなく、現代の技術で動くように後から取り付けられたもの。
初期は薬室の金が切れるとガンドライバーを降りて詰めなおしていたが、銃器の進歩によりパーカッションリボルバー式が普及。後に動力薬莢が発明されリボルバー、オートマチック式が採用される。
動力薬莢（エネルギーカートリッジ）
金と火薬を詰めた薬莢。火薬の燃焼ガスを利用して動力薬室内の古い金と新しい金を交換する。
一部の財閥が独占販売している。
操縦制御装置（ブラックボックス）
ガンドライバーを制御するための装置。操縦者の意思や動作を読み取り、操縦に適したデータになるように補正してフィードバックしている。
古代文明当時とは全く異なる（というより低レベルな）技術で補修されたガンドライバーが動くのはこの装置のおかげである。
制御装置は端末に過ぎず、情報処理は惑星上に複数設置されたホストコンピューターが行っている。
動力薬莢と同様に一部の財閥が独占販売している。
ジュエルパレス
ダイヤをオーナーとした娼館。飛行船に取り付けられて各地を移動している。
市長ですらなかなか入れない超高級店。
娼館とは名乗っているが、「客に買われるのではなく店に来た客と付き合うだけ、自身を商品と見ないため化粧もしない、気に入った相手と恋に落ちたら寝ることもあるが気に入らない客にはいくら金を積まれても指一本触らせない」と言っており、売春を中心とした営業ではない。
巡業先には根強いファンがおり、アイドル状態である。
大結社
世界を裏から支配している組織。幾つかの系統はあるが、幹部は主だった財閥の総帥たちであり古代文明の科学知識を利用して世界を影から支配している。
「禁断の秘宝」とまで呼ばれる豊富な科学知識を持つが、それは不死なる者から得た知識や科学者を仲間に引き込んで古代文明の科学を研究した結果である。
幹部は不死なる者の脳を体内に埋め込こむことで潜在記憶されている古代文明の知識を引き出している。
建前としては「目立たない変革と懐柔」であり、「科学の進歩を促すため」に戦争を起こしており、南北戦争を長引かせている原因の根幹である。
グラントらラテン系（イルミナティ）大結社「見えざる南部帝国（インビブル・エンパイア・オブ・サウス）」らはそれに反発し、太陽の王家の革命や新大陸独立戦争を主導、体制破壊と革命を目的に行動している。
ピンカートン探偵社
大統領直属の民間秘密諜報機関。
ジュエルパレスのもう一つの顔。移動娼館ジュエルパレス号と各地に配した娼婦たちによる情報収集を行っており、ジュエルパレスのメンバー達も潜入工作を行っている。
地下鉄道（アンダー・グラウンド・トレイル）
奴隷解放を目的とし、奴隷制のある南部から奴隷制のない北部へ奴隷を連れていく活動をしている秘密地下組織。
逃亡のための中継地点を「駅」、逃亡の手引をする人物を「車掌」と呼ぶ。

## 書籍情報
1. ISBN 4-07-303090-6
2. ISBN 4-07-305136-9
3. ISBN 4-07-307193-9
4. ISBN 4-07-309281-2
5. ISBN 4-07-311906-0
6. ISBN 4-8402-1383-6
7. ISBN 4-8402-1593-6
8. ISBN 4-8402-1755-6

『ガンドライバーマニアクス』　1995年12月30日
『ガンドライバーマニアクス１．１』　1996年8月4日
『ガンドライバーマニアクス２』　1996年12月29日
『ガンドライバーマニアクス３』　1998年8月16日
『ガンドライバーマニアクス４』　1999年8月15日
『ガンドライバーマニアクスZ』　2000年12月29日
『ガンドライバーリミックス』　1995年12月29日
『ガンドライバーリミックス２』　1996年8月4日
『ガンドライバーメガミックスゴールド』　1997年8月9日

## CD文庫
1995年10月15日発売。ISBN 4-07-303580-0
キャスト
- ディック - 菊池正美
- アンナ - 中川亜紀子
- ダイヤ - 天野由梨
- ルビー - 水谷優子
- トパーズ - 平松晶子
- パール - 山口克子
- エメラルド - 篠原恵美
- レッド - 田中真弓
- ジェロニモ - 野島昭生
- サッター - 中嶋聡彦
- サンダンスキッド - 小野健一
- 店主 - 菅原淳一
- 長老 - 宝亀克寿

スタッフ
- 製作 - 佐藤辰男
- 企画 - 久木敏行
- プロデューサー - 小川心一
- 脚本 - 神戸一彦
- 音響監督 - 渡辺淳
- 音楽 - 伊藤ヨシユキ
- 録音 - 丸山光義

## 小説版
『ガンドライバー - 遺産（ザ・レガシィ）』は、たかしげ宙によるノベライズ。イラストは小野敏洋。
1995年11月に電撃文庫（メディアワークス）より書き下ろしで発売された。ISBN 978-4-07-303657-9
本編の10数年前を舞台とし、若きジェロニモ、エメラルド（ブラック・エルク）らも活躍する。